# Course en ligne féminine aux championnats du monde de cyclisme sur route 2005
Navigation
2004 2006
La course en ligne féminine aux championnats du monde de cyclisme sur route 2005 a lieu le 24 septembre 2005 à Madrid en Espagne. Elle est remportée par l'Allemande Regina Schleicher.

## Classement
|                                    | Coureuse                   | Pays           |    | Temps          |
| ---------------------------------- | -------------------------- | -------------- | -- | -------------- |
| Médaille d'or, Coupe du Monde      | Regina Schleicher          | Allemagne      | en | 3 h 8 min 52 s |
| Médaille d'argent, Coupe du Monde  | Nicole Cooke               | Royaume-Uni    | +  |                |
| Médaille de bronze, Coupe du Monde | Oenone Wood                | Australie      |    |                |
| 4                                  | Dorte Lohse Rasmussen      | Danemark       |    |                |
| 5                                  | Chantal Beltman            | Pays-Bas       |    |                |
| 6                                  | Giorgia Bronzini           | Italie         |    |                |
| 7                                  | Susanne Ljungskog          | Suède          |    |                |
| 8                                  | Anita Valen                | Norvège        |    |                |
| 9                                  | Jolanta Polikevičiūtė      | Lituanie       |    |                |
| 10                                 | Trixi Worrack              | Allemagne      |    |                |
| 11                                 | Diana Žiliūtė              | Lituanie       |    |                |
| 12                                 | Priska Doppmann            | Suisse         |    |                |
| 13                                 | Mirjam Melchers-Van Poppel | Pays-Bas       |    |                |
| 14                                 | Susan Palmer-Komar         | Canada         |    |                |
| 15                                 | Mette Fischer Andreasen    | Danemark       |    |                |
| 16                                 | Edita Pučinskaitė          | Lituanie       |    |                |
| 17                                 | Kristin Armstrong          | États-Unis     |    |                |
| 18                                 | Christine Thorburn         | États-Unis     |    |                |
| 19                                 | Nicole Brändli             | Suisse         |    |                |
| 20                                 | Teodora Ruano              | Espagne        |    |                |
| 21                                 | Erinne Willock             | Canada         |    |                |
| 22                                 | Małgorzata Jasińska        | Pologne        |    |                |
| 23                                 | Joane Somarriba            | Espagne        |    |                |
| 24                                 | Marissa van der Merwe      | Afrique du Sud |    |                |
| 25                                 | Edwige Pitel               | France         |    |                |
| 26                                 | Magali Le Floc'h           | France         |    |                |
| 27                                 | Sofie Goor                 | Belgique       |    |                |
| 28                                 | Modesta Vžesniauskaitė     | Lituanie       |    |                |
| 29                                 | Olivia Gollan              | Australie      |    | 6 s            |
| 30                                 | Zoulfia Zabirova           | Kazakhstan     |    | 6 s            |
| 31                                 | Alison Sydor               | Canada         |    | 6 s            |
| 32                                 | Rachel Heal                | Royaume-Uni    |    | 6 s            |
| 33                                 | Amber Neben                | États-Unis     |    | 6 s            |
| 34                                 | Tatiana Guderzo            | Italie         |    | 13 s           |
| 35                                 | Judith Arndt               | Allemagne      |    | 39 s           |
| 36                                 | Theresa Senff              | Allemagne      |    | 58 s           |
| 37                                 | Olga Slyusareva            | Russie         |    | 1 min 14 s     |
| 38                                 | Tina Pic                   | États-Unis     |    | 1 min 14 s     |
| 39                                 | Sara Carrigan              | Australie      |    | 1 min 14 s     |
| 40                                 | Loes Gunnewijk             | Pays-Bas       |    | 1 min 14 s     |
| 41                                 | Linda Serup                | Danemark       |    | 1 min 14 s     |
| 42                                 | Christiane Soeder          | Autriche       |    | 1 min 14 s     |
| 43                                 | Natalie Bates              | Australie      |    | 1 min 17 s     |
| 44                                 | Lise Christensen           | Danemark       |    | 1 min 17 s     |
| 45                                 | Volha Hayeva               | Biélorussie    |    | 1 min 17 s     |
| 46                                 | An Van Rie                 | Belgique       |    | 1 min 17 s     |
| 47                                 | Olga Zabelinskaya          | Russie         |    | 1 min 17 s     |
| 48                                 | Anna Zugno                 | Italie         |    | 1 min 17 s     |
| 49                                 | Zita Urbonaitė             | Lituanie       |    | 1 min 17 s     |
| 50                                 | Luise Keller               | Allemagne      |    | 1 min 17 s     |
| 51                                 | Noemi Cantele              | Italie         |    | 1 min 20 s     |
| 52                                 | Bogumiła Matusiak          | Pologne        |    | 2 min 11 s     |
| 53                                 | Kori Seehafer              | États-Unis     |    | 2 min 11 s     |
| 54                                 | Ludivine Henrion           | Belgique       |    | 6 min 9 s      |

|                      | Coureuse                   | Pays             |  | Temps       |
| -------------------- | -------------------------- | ---------------- |  | ----------- |
| Autres compétitrices |                            |                  |  |             |
| 55                   | Grete Treier               | Estonie          |  | 2 min 26 s  |
| 56                   | Svetlana Boubnenkova       | Russie           |  | 2 min 26 s  |
| 57                   | Élodie Touffet             | France           |  | 2 min 26 s  |
| 60                   | Miho Oki                   | Japon            |  | 2 min 26 s  |
| 61                   | Eneritz Iturriaga          | Espagne          |  | 2 min 26 s  |
| 62                   | Giuseppina Grassi          | Italie           |  | 2 min 26 s  |
| 63                   | Cindy Pieters              | Belgique         |  | 2 min 26 s  |
| 64                   | Joanne Kiesanowski         | Nouvelle-Zélande |  | 2 min 26 s  |
| 65                   | Sophie Creux               | France           |  | 2 min 26 s  |
| 66                   | Katheryn Curi              | États-Unis       |  | 2 min 26 s  |
| 67                   | Katherine Bates            | Australie        |  | 2 min 26 s  |
| 68                   | Suzanne de Goede           | Pays-Bas         |  | 2 min 26 s  |
| 69                   | Marina Jaunâtre            | France           |  | 2 min 26 s  |
| 71                   | María Isabel Moreno        | Espagne          |  | 2 min 26 s  |
| 72                   | Karin Thürig               | Suisse           |  | 2 min 26 s  |
| 74                   | Julia Martisova            | Russie           |  | 7 min 58 s  |
| 75                   | Audrey Lemieux             | Canada           |  | 9 min 46 s  |
| 80                   | Alessandra D'Ettorre       | Italie           |  | 13 min 3 s  |
| 82                   | Lene Byberg                | Norvège          |  | 13 min 3 s  |
| 83                   | Adrie Visser               | Pays-Bas         |  | 13 min 3 s  |
| 84                   | Laure Werner               | Belgique         |  | 13 min 3 s  |
| 85                   | Luisa Tamanini             | Italie           |  | 13 min 3 s  |
| 86                   | Arenda Grimberg            | Pays-Bas         |  | 13 min 3 s  |
| 87                   | Clemilda Fernandes         | Brésil           |  | 13 min 3 s  |
| 88                   | Marta Vilajosana           | Espagne          |  | 13 min 3 s  |
| 89                   | Andrea Graus               | Autriche         |  | 13 min 3 s  |
| 91                   | Helen Wyman                | Royaume-Uni      |  | 13 min 3 s  |
| 92                   | Pavla Havlíková            | Tchéquie         |  | 13 min 3 s  |
| 93                   | Amy Moore                  | Canada           |  | 13 min 3 s  |
| 94                   | Maja Włoszczowska          | Pologne          |  | 13 min 3 s  |
| 95                   | Magalie Finot-Laivier      | France           |  | 13 min 3 s  |
| 96                   | Melissa Holt               | Nouvelle-Zélande |  | 13 min 3 s  |
| 98                   | Laura Van Gilder           | États-Unis       |  | 13 min 3 s  |
| 99                   | Madeleine Sandig           | Allemagne        |  | 13 min 3 s  |
| 100                  | Emma Johansson             | Suède            |  | 13 min 3 s  |
| 102                  | Sarah Grab                 | Suisse           |  | 13 min 42 s |
| 103                  | Janildes Fernandes         | Brésil           |  | 13 min 42 s |
| 104                  | Felicia Greer              | Canada           |  | 13 min 42 s |
| 105                  | Paulina Brzeźna-Bentkowska | Pologne          |  | 13 min 42 s |
| 106                  | Miyoko Karami              | Japon            |  | 19 min 40 s |
| 107                  | Elena Kuchinskaya          | Russie           |  | 19 min 40 s |